# Leif Hagen
Leif Aage Hagen, född 26 februari 1942 i Oslo, död 16 december 2020 i Tyresö distrikt i Stockholms län, var en norsk företagsledare och förläggare inom pornografibranschen. Hagen var verksam i Danmark, Norge och Sverige. 

## Biografi
Hagen startade 1972 en postorderverksamhet för pornografiskt material och sexleksaker. Hagens företag var under 1970- och 1980-talet marknadsledande i Norge inom den branschen. Under 1978 grundade Hagen den norska pornografiska tidningen Aktuell Rapport.
Hagen bodde sedan 1987 i en villa i Tyresö söder om Stockholm då han samma år dömts till ett femårigt näringsförbud i Norge efter att ha publicerat hårdpornografi.
Efter flytten till Sverige grundade Hagen bland annat företaget Scandinavian Publishing Group A/S med säte i Danmark, och utökade på sätt sin verksamhet. Hagens företag kom därigenom även att ta stora marknadsandelar i bland annat Danmark och Sverige.
Hagen avled i december 2020 efter en tids sjukdom. Han testamenterade knappt hälften av sin förmögenhet om 63 miljoner kronor till det norska fotbollslaget Skeid.